# 1. FC Trogen

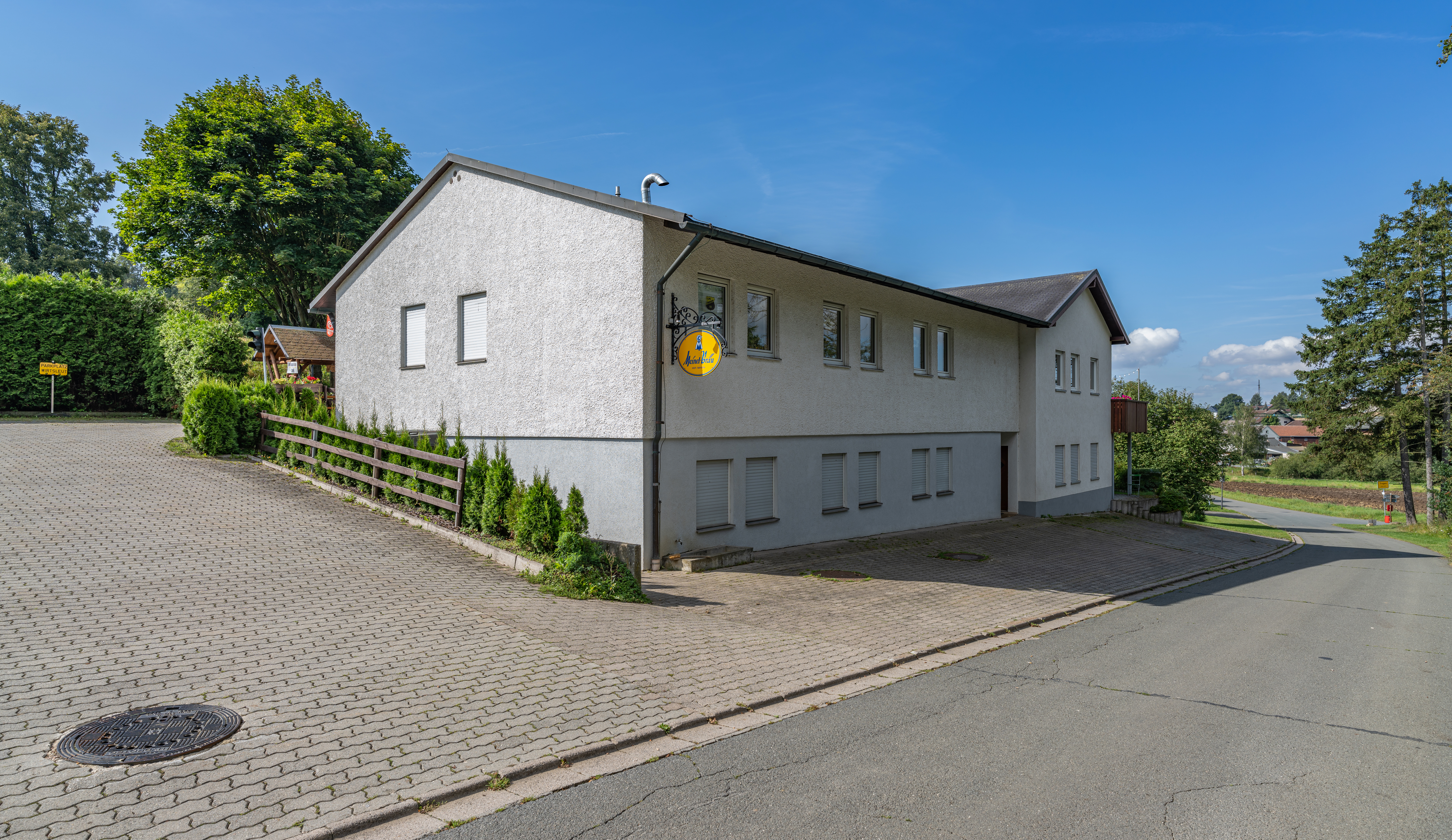
Das Clubhaus des 1. FC Trogen

Spieler des 1. FC Trogen

Der 1. FC Trogen ist ein Sportverein aus der oberfränkischen Gemeinde Trogen. Der Verein wurde ursprünglich als Fußballverein gegründet. Heute verfügt er über weitere Abteilungen für Gymnastik und Nordic Walking. Er zählt etwa 380 Mitglieder. Zudem gibt es seit dem Jahr 2015 auch noch Darts im Clubheim zu sehen. Die WBE Trogen tragen im Sportheim ihre Heimspiele aus.

## Geschichte

### Vorgängerverein
Ein erster Fußballverein wurde in Trogen im Jahr 1920 gegründet. 18 junge Männer gründeten die Spielvereinigung Trogen. Die Mannschaft trat in den unteren Klassen des Fußballkreises Hof an. Gespielt wurde anfangs auf einer Wiese beim Froschbauern im Ortsteil Siedlung, auf einem Stoppelfeld des Bauern Max Steinhäußer unterhalb des Friedhofs und auf einer Wiese in der Nähe des Dorfteiches. Nach Verhandlungen mit dem Rittergut Trogen wurde ein Gelände am Weißen Bühl auf Pacht übernommen, das fester Spielort wurde. Personelle und finanzielle Probleme führten 1926 zur Einstellung des Spielbetriebs und zur Auflösung des Vereins.

### Neugründung
Sechs Jahre später, am 26. Mai 1932, fanden sich zehn Männer zur Gründung eines neuen Fußballvereins zusammen, dem sie den Namen 1. FC Trogen gaben. Als Sportplatz diente das alte Feld der SpVgg am Bühl. Bis 1938 stieg die Mitgliederzahl schon auf über 100. 1942 wurde der Spielbetrieb eingestellt, da nahezu alle Spieler zur Wehrmacht eingezogen waren. 27 Vereinsmitglieder fielen im Krieg oder starben an dessen Folgen.
Schon kurz nach Kriegsende setzte das Vereinsleben wieder ein. Die Fußballmannschaft bestritt einige Freundschaftsspiele und trat 1946 wieder zu Pflichtspielen in den Hofer Ligen an. Fast dreißig Jahre blieben diese Ligen sportliche Heimat des Vereins. Erst 1978 gelang unter Spielertrainer Dieter Heinze, der die Mannschaft im Sommer 1975 übernommen hatte, erstmals der Aufstieg in die oberfränkische Bezirksliga. Das Gastspiel dauerte aber nur zwei Jahre.
Ein zweiter Höhenflug des Vereins setzte ab 2001 unter Spielertrainer Jürgen Gahn ein, der früher beim FC Bayern Hof aktiv war. Zwischen 2002 und 2009 gelangen fünf Aufstiege. Mit der Meisterschaft in der Bezirksoberliga Oberfranken sicherte sich der Verein 2009 den Aufstieg in die Landesliga Bayern Nord. Dort blieb die Mannschaft aber im hinteren Tabellenfeld und stieg nach einer Saison wieder ab. In der darauffolgenden Saison gelang mit dem Gewinn der Meisterschaft der erneute Aufstieg in die Landesliga. Dort erreichte die Mannschaft den 8. Tabellenplatz und stieg damit in die neue zweigleisige Bayernliga auf. 2013 folgte der Abstieg in die Landesliga, im Folgejahr der in die Bezirksliga. Im Jahr 2024 gelang als Meister der Bezirksliga Oberfranken Ost der Wiederaufstieg in die Landesliga.

## Erfolge
- Meister der Bezirksoberliga Oberfranken: 2009, 2011
- Aufstieg in die Bayernliga: 2012